# Grădina Zoologică din Oradea
Grădina Zoologică din Oradea datează din anul 1960, an în care au fost aduse aici primele animale, dar pentru publicul larg a fost deschisă abia în 1962. Se întindea pe o suprafață de 3,2 hectare și avea 700 de animale din 32 de specii. Ca mărime, era una dintre cele mai mici Grădini Zoologice din România, deși numărul de animale pare destul de mare.
Are un habitat dintre cele mai propice, fiind situată sub un pod vegetal, format din peste 40 de specii de pomi. Arborii seculari reprezintă 20 % din flora de aici.
Din cauza spațiilor restrânse, improprii pentru animale, în 2007 grădina zoologică din Oradea și-a pierdut autorizația de mediu și a fost închisă.
În anul 2010, Consiliul Local al Municipiului Oradea a alocat încă 37.000 m² de teren pentru extinderea Grădinii zoologice.
În septembrie 2011, peste 500 de animale domestice (vaca Jana, bivoli albi, patru cai, câțiva ponei și zeci de găini, gâște, rațe, porumbei, iepuri, capre și porci) au fost scoase la vânzare prin licitație de către Administrația Domeniului Public din Oradea, pentru a se elibera spațiul, în vederea efectuării unor ample lucrări de modernizare și extindere la Grădina Zoologică. După terminarea lucrărilor, se intenționează achiziționarea unor leoparzi, pume, tigri, struți sau crocodili.
În urma lucrărilor de modernizare, spațiul alocat grădinii zoologice a fost dublat și modernizat în întregime la standardele unei grădini zoologice europene, astfel că suprafața acestuia este în prezent de 7 hectare. Redeschiderea grădinii zoologice renovate a avut loc la 1 iunie 2013, cu aproape 120 de specii de animale.
Pentru a putea face față cheltuielilor, în decembrie 2014 s-a luat inițiativa ca cele 650 de animale de la Grădina Zoologică din Oradea să poată fi „adoptate” la distanță, persoanele fizice urmând să plătească, pentru întreținerea acestora, 100 de lei pe an, iar firmele 500 de lei. Animalele adoptate vor rămâne în țarcurile lor, iar „părinții adoptivi” vor primi un certificat, în baza căruia vor beneficia de un tratament special la Grădina Zoologică din Oradea, respectiv în ultima sâmbătă din aprilie și în prima sâmbătă din octombrie vor celebra Ziua Părinților Adoptivi. Grădina zoologică este deschisă zilnic de la 9:00 la 19:00.